# Morphosphaera maculicollis
Morphosphaera maculicollis es una especie de insecto coleóptero de la familia Chrysomelidae.
Fue descrita científicamente en 1861 por Baly.